# Noah Kagan
Noah Kagan là một doanh nhân Internet, tác giả và podcast người Mỹ sống ở Austin, Texas.
Kagan là người sáng lập và Giám đốc tại Sumo Group Inc., bao gồm AppSumo, KingSumo và SendFox.

## Sự nghiệp
Noah Kagan thành lập Sumo Group Inc. vào năm 2010 để giúp các doanh nghiệp nhỏ nâng cao khả năng trực tuyến của họ bằng các công cụ kỹ thuật số đơn giản, dễ sử dụng. Sumo Group hiện có gần 150.000 lượt truy cập trang web hàng ngày và đạt gần 2 tỷ người mỗi tháng.
Vào năm 2015, Kagan đồng sáng lập Gambit, một nền tảng thanh toán được thiết kế để tối ưu hóa hệ thống thanh toán chơi game. Gambit dựa trên các thuật toán độc quyền để xác định loại giao diện thanh toán tốt nhất cho một trò chơi cụ thể.
Anh là nhân viên thứ 30 tại Facebook, nơi anh đã giúp xây dựng nền tảng Facebook Ads dưới sự giám sát trực tiếp của Mark Zuckerberg. Sau Facebook, Kagan trở thành nhân viên thứ 4 tại Mint.com.

## Kinh doanh podcast
Podcast của Kagan mang tên Noah Kagan Presents, có các doanh nhân, CEO, vận động viên và những người đóng góp đáng chú ý khác trong nhiều lĩnh vực sáng tạo và chuyên nghiệp. Các khách mời nổi bật có doanh nhân Andrew Mason và tác giả Robert Kurson. Kagan cũng có một kênh YouTube đang hoạt động với hơn 50.000 người đăng ký.

## Phim
Năm 2015, Kagan xuất hiện trong tập “Khởi nghiệp” của Timothy Ferriss.